# Zofia Noceti-Klepacka
Zofia Noceti-Klepacka (Varsovia, 26 de abril de 1986) es una deportista polaca que compite en vela en la clase RS:X. 
Participó en tres Juegos Olímpicos de Verano, obteniendo una medalla de bronce en Londres 2012, en la clase RS:X, el 12.º lugar en Atenas 2004 y el séptimo en Pekín 2008.
Ganó tres medallas en el Campeonato Mundial de RS:X entre los años 2007 y 2012, y nueve medallas en el Campeonato Europeo de RS:X entre los años 2010 y 2021.

## Palmarés internacional
| \| Juegos Olímpicos \| Juegos Olímpicos \| Juegos Olímpicos \| Juegos Olímpicos \| \| Año \| Lugar \| Medalla \| Clase \| \| ------------------ \| --------------------- \| ----------------- \| ---------------- \| \| 2012 \| Londres (Reino Unido) \| Medalla de bronce \| RS:X \| \| Campeonato Mundial \| \| \| \| \| Año \| Lugar \| Medalla \| Clase \| \| 2007 \| Cascaes (Portugal) \| Medalla de oro \| RS:X \| \| 2011 \| Perth (Australia) \| Medalla de plata \| RS:X \| \| 2012 \| Cádiz (España) \| Medalla de plata \| RS:X \| \| Campeonato Europeo \| \| \| \| \| Año \| Lugar \| Medalla \| Clase \| \| 2010 \| Sopot (Polonia) \| Medalla de bronce \| RS:X \| \| 2011 \| Burgas (Bulgaria) \| Medalla de oro \| RS:X \| \| 2014 \| Çeşme (Turquía) \| Medalla de bronce \| RS:X \| \| 2015 \| Mondello (Italia) \| Medalla de bronce \| RS:X \| \| 2016 \| Helsinki (Finlandia) \| Medalla de plata \| RS:X \| \| 2017 \| Marsella (Francia) \| Medalla de oro \| RS:X \| \| 2018 \| Sopot (Polonia) \| Medalla de oro \| RS:X \| \| 2020 \| Vilamoura (Portugal) \| Medalla de bronce \| RS:X \| \| 2021 \| Vilamoura (Portugal) \| Medalla de bronce \| RS:X \| |                       |                   |       |
| Juegos Olímpicos |                       |                   |       |
| Año | Lugar                 | Medalla           | Clase |
| 2012 | Londres (Reino Unido) | Medalla de bronce | RS:X  |
| Campeonato Mundial |                       |                   |       |
| Año | Lugar                 | Medalla           | Clase |
| 2007 | Cascaes (Portugal)    | Medalla de oro    | RS:X  |
| 2011 | Perth (Australia)     | Medalla de plata  | RS:X  |
| 2012 | Cádiz (España)        | Medalla de plata  | RS:X  |
| Campeonato Europeo |                       |                   |       |
| Año | Lugar                 | Medalla           | Clase |
| 2010 | Sopot (Polonia)       | Medalla de bronce | RS:X  |
| 2011 | Burgas (Bulgaria)     | Medalla de oro    | RS:X  |
| 2014 | Çeşme (Turquía)       | Medalla de bronce | RS:X  |
| 2015 | Mondello (Italia)     | Medalla de bronce | RS:X  |
| 2016 | Helsinki (Finlandia)  | Medalla de plata  | RS:X  |
| 2017 | Marsella (Francia)    | Medalla de oro    | RS:X  |
| 2018 | Sopot (Polonia)       | Medalla de oro    | RS:X  |
| 2020 | Vilamoura (Portugal)  | Medalla de bronce | RS:X  |
| 2021 | Vilamoura (Portugal)  | Medalla de bronce | RS:X  |